# Imperio colonial noruego
Con el nombre de Imperio colonial noruego se hace referencia a las posesiones noruegas durante la Edad Media. Sin embargo, durante el siglo XX, Noruega adquirió nuevos territorios, sobre todo en el Ártico y en la Antártida.

## Imperio noruego durante la Edad Media

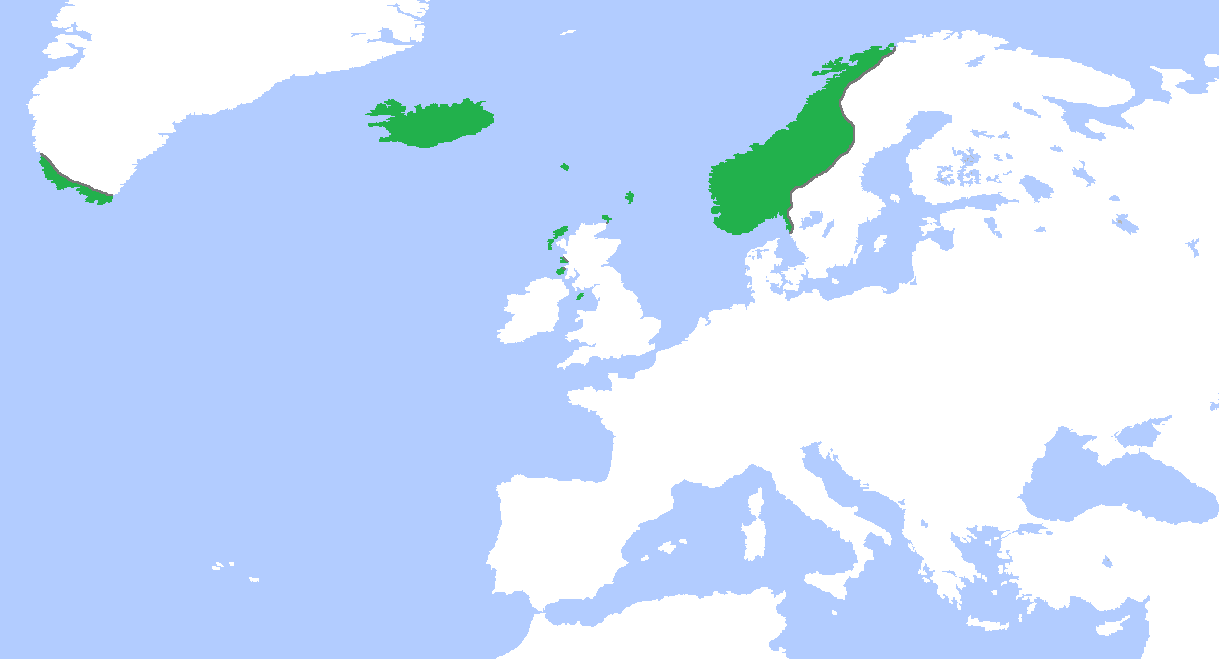
Posesiones de Noruega en 1265.

El Imperio noruego se consolidó como consecuencia de la potencia de la flota naval del país, y por tanto se convirtió en un imperio sobre todo insular. Fue perdiendo territorios en litigios con los escoceses y, también, mediante cesiones a Dinamarca, con quien se unió en 1380 mediante la denominada Unión de Kalmar.

### Posesiones americanas
- Groenlandia (1261-1380)
- Vinland

### Posesiones europeas
- Reino de Mann y las Islas (Reino vasallo de Noruega hasta el 1266)
- Islas Hébridas
- Islas Feroe (entre 800 o 900-1380)
- Mancomunidad Islandesa (hacia 1000-1380)
- Islas Orcadas (siglo IX-1469)
- Islas Shetland (siglo IX-1472)

## Territorios noruegos del

Ubicación de Noruega y sus posesiones ultramarinas.

## Territorios noruegos delsigloXX

### Posesiones americanas
- Tierra de Erik el Rojo (1931-1933)
- Islas Sverdrup (1928-1930)

### Posesiones europeas o árticas
- Isla Jan Mayen (desde 1929)
- Svalbard (desde 1920)

### Posesiones antárticas
- Isla Bouvet (desde 1927)
- Isla Pedro I (desde 1929)
- Tierra de la Reina Maud

- Datos: Q1576537